# Alessandro Ferrari
Alessandro Ferrari (Codogno, 30 agosto 1930 – Codogno, 12 luglio 2006) è stato un calciatore italiano, di ruolo centrocampista.

## Caratteristiche tecniche
Poteva essere impiegato sia come mediano che come mezzala, preferibilmente sinistra.

## Carriera
Esordisce nel Codogno, con cui partecipa al campionato di Serie C 1946-1947 e ai successivi tornei di Promozione. Nel 1950 si trasferisce all'Arsenaltaranto, di cui diventa una bandiera disputando sei stagioni consecutive, le prime quattro in Serie C. Contribuisce con 30 presenze e 6 reti alla promozione dei pugliesi tra i cadetti, nel campionato 1953-1954, e viene riconfermato anche per le due successive annate in Serie B, nelle quali totalizza 52 presenze e 7 reti.
Nell'estate 1956 si riavvicina a casa, passando in prestito al Piacenza appena retrocesso in IV Serie; disputa 17 partite con 5 reti, alternandosi con Rinaldo Marchesi nel ruolo di mezzala, e a fine stagione rientra al Taranto, che lo pone in lista di trasferimento.
In seguito milita anche nel Molfetta, per tre stagioni in Serie D.

## Palmarès
- Campionato italiano Serie C: 1

Arsenaltaranto: 1953-1954